# Voitby
Voitby (fin. Voitila) är en by i kommunen Korsholm i Österbotten i Finland. Voitby ligger mellan Vallvik och Veikars. Kyro älvs fall i Voitby är en av de större forsarna i Österbotten. I samhället återfinns en hembygdsgård, en Marthagård och Älvkyrkan strax utanför.